# 德川篤守
德川篤守（1856年11月11日—1924年10月19日），後改名德川廣光，日本御三卿清水德川家第7代當主。

## 生平
安政三年（1856年），他在江戶駒込的水戶藩上屋敷（小石川）出生，取幼名常三郎，長大後在藩校弘道館接受教育，明治三年（1870年）繼承清水德川家，敘從五位下侍從，家祿2500石。
明治四年（1871年）改姓清水，並到美國哥伦比亚大学留學，明治十年（1877年）回到日本，復姓德川。
明治十二年（1879年）擔任外務省御用掛到北京公使館，次年辭職，至明治十七年（1884年）7月7日因頒行華族令受封伯爵。
明治二十五年（1892年）篤守因家庭經濟問題負債累累，需要其他德川家族支援，但到明治三十一年（1898年）他再次陷入經濟困局時德川家族卻沒有再次協助他，因此政府於明治三十二年（1899年）1月26日停止其伯爵待遇，同年4月20日為維持華族體面，他放棄爵位。
大正十三年（1924年）10月19日他逝世，享年69歲。
| 德川篤守                           |                               |                 |
| 王位覬覦者                         |                               |                 |
| 空缺上一位持有相同頭銜者：德川昭武 | 清水德川家當主 1870年－1924年 | 繼任： 德川好敏 |